# Phelotropa
Phelotropa is een geslacht van vlinders van de familie sikkelmotten (Oecophoridae), uit de onderfamilie Stenomatinae.

## Soorten
- P. conversa Meyrick, 1922
- P. oenodes Meyrick, 1915